# Deblov
Deblov je malá vesnice, část obce Mladoňovice v okrese Chrudim. Nachází se asi 1,5 km na severovýchod od Mladoňovic. V roce 2009 zde bylo evidováno 13 adres. V roce 2001 zde trvale žilo 20 obyvatel.
Deblov je také název katastrálního území o rozloze 5,51 km². V katastrálním území Deblov leží také obce Lipina, Mladoňovice a Mýtka.
V roce 2016 byla na místě zchátralé trafostanice postavena kaplička, která je zasvěcena strážným andělům.
Nedaleko vesnice se nachází také geologicky významná lokalita prvohorního skalního masivu, tzv. Dno moře.

## Obecní správa
V letech 1910–1950 k obci patřila Mýtka.